# Шифији Рош
Шифији Рош (фр. Chuffilly-Roche) насеље је и општина у североисточној Француској у региону Шампањ-Арден, у департману Ардени која припада префектури Вузје.
По подацима из 2011. године у општини је живело 93 становника, а густина насељености је износила 12,13 становника/km². Општина се простире на површини од 7,67 km². Налази се на средњој надморској висини од 107 метара.

## Демографија
| 1962. | 1968. | 1975. | 1982. | 1990. | 1999. | 2011. |
| ----- | ----- | ----- | ----- | ----- | ----- | ----- |
| 120   | 126   | 116   | 84    | 100   | 91    | 93    |

График промене броја становника у току последњих година